# Klammerholmen
Klammerholmen est une île norvégienne dans le comté de Hordaland. Elle appartient administrativement à Kolbeinsvik.

## Géographie
Rocheuse et couverte d'une légère végétation, elle s'étend sur environ 384 m de longueur pour une largeur approximative de 221 m. 